# Småbåtsregistret
Småbåtsregistret var ett svenskt statligt register över fritidsbåtar i Sverige som var i drift mellan 1988 och 2007. Registret var obligatoriskt och syftade till att förbättra sjösäkerheten samt att underlätta arbetet för polis och Kustbevakning vid stöld och identifiering av båtar.

## Bakgrund och införande
Under 1980-talet ökade antalet fritidsbåtar i Sverige kraftigt. Med detta följde också fler olyckor och ett ökat antal båtstölder. För att komma till rätta med dessa problem infördes det obligatoriska Småbåtsregistret den 1 januari 1988. Alla fritidsbåtar med en längd överstigande 5 meter eller med en motorstyrka på över 5 hästkrafter skulle registreras.
Registret administrerades av Sjöfartsverket och innebar att varje registrerad båt fick ett unikt registreringsnummer som skulle märkas synligt på båten. 

## Avskaffandet
Småbåtsregistret mötte från början kritik, främst från båtägare och båtorganisationer, som ansåg att systemet var kostsamt och administrativt betungande. Dessutom ifrågasattes nyttan av registret i förhållande till de avgifter som båtägarna var tvungna att betala. 
Under 2000-talet ökade kritiken, och den borgerliga regeringen beslutade att avskaffa registret. Den 1 januari 2007 upphörde registreringsplikten, och registret stängdes helt. Vid avvecklingen omfattade Småbåtsregistret cirka 650 000 fritidsbåtar.

## Konsekvenser och efterspel
Avskaffandet av Småbåtsregistret välkomnades av många båtägare, men det ledde också till en ökning av båtstölder och svårigheter för polis och försäkringsbolag att identifiera stulna båtar. Detta har i efterhand lett till att flera aktörer har förespråkat någon form av återinförande av ett båtregister, dock utan resultat på nationell nivå.

## Frivilliga register
Efter att det statliga registret avskaffades har flera privata, frivilliga båtregister etablerats. Det mest framträdande är Svenska Småbåtsregistret, som drivs av en privat aktör och fungerar som ett frivilligt register för båtägare som vill kunna identifiera sina båtar i händelse av stöld eller andra incidenter.
Svenska Småbåtsregistret har vuxit i popularitet, särskilt bland båtägare som eftersträvar ökad säkerhet och spårbarhet för sina båtar. 